# Onorato Caetani (1842-1917)
Onorato Caetani, XIV duca di Sermoneta, V principe di Teano (Roma, 18 gennaio 1842 – Roma, 2 settembre 1917), è stato un nobile e politico italiano.

## Biografia
Onorato, XIV duca di Sermoneta e IV principe di Teano, era figlio di Michelangelo e di Calixta Rzewuska, il cui nonno era stato Wenceslas Seweryn Rzewuski, noto orientalista polacco e nipote a sua volta di Jan Potocki. Laureatosi in giurisprudenza all'Università di Roma nel 1863, visse a lungo in Inghilterra, dove nel 1867 sposò Ada Bootle-Wilbraham. Fu padre dell'islamista Leone Caetani (1869–1935), del compositore Roffredo Caetani (1871–1961) e del diplomatico Gelasio Caetani (1877 – 1934). Era appassionato di musica: fu amico di Wagner e di Liszt, e fu presidente dell'Accademia filarmonica romana.

### Carriera politica
Uomo della Destra storica, prese parte attivamente alla vita politica da posizioni moderate, riscuotendo la stima sia dei cattolici che degli anticlericali. Fu eletto alla Camera dei deputati nel collegio di Velletri nel marzo 1872 e vi rimase ininterrottamente fino al 1900, quando fu nominato senatore del Regno. Fu Vicepresidente della Camera del Regno dal 25 novembre 1892 al 13 gennaio 1895.
Nel 1896 fu ministro degli Affari Esteri del Regno d'Italia nel Governo di Rudinì II.
Fu sindaco di Roma dal dicembre 1890 al novembre 1892, e si trovò ad amministrare la città durante la grave crisi finanziaria succeduta all'intenso grande sviluppo edilizio degli anni ottanta. La sua gestione fu orientata a criteri esclusivamente amministrativi, tesa al risanamento del bilancio comunale, aiutato in ciò dalla legge speciale su Roma.

### Presidenza della Società Geografica Italiana
Onorato Caetani fu anche presidente della Società Geografica Italiana succedendo nel 1879 a Cesare Correnti, che della società era stato il fondatore, dimessosi in seguito alle polemiche sull'appoggio che la società aveva dato per esplorazioni nell'Africa orientale, i cui fini si erano poi dimostrati dettati da interessi coloniali. Caetani terrà la carica di presidente fino al 1887, garantendone il carattere scientifico; promosse l'insegnamento della geografia nelle scuole, e nel 1881 organizzò a Venezia il III Congresso internazionale di geografia.
Nel 1893 regalò al Duomo di Firenze la Statua di Bonifacio VIII attribuita ad Arnolfo di Cambio e proveniente dall'antica facciata di Santa Maria del Fiore.

## Albero genealogico
|                                                              |                                  |                                       | Genitori                             |  |  | Nonni |  |  | Bisnonni                                |  |  | Trisnonni                                 |  |
|                                                              |                                  |                                       |                                      |  |  |       |  |  | Francesco Caetani, XI duca di Sermoneta |  |  | Michelangelo Caetani, X duca di Sermoneta |  |
|                                                              |                                  |                                       |                                      |  |  |       |  |  | Francesco Caetani, XI duca di Sermoneta |  |  | Michelangelo Caetani, X duca di Sermoneta |  |
|                                                              |                                  | Carlotta Zongo Ondedei                |                                      |  |  |       |  |  | Francesco Caetani, XI duca di Sermoneta |  |  |                                           |  |
| Enrico Caetani, XII duca di Sermoneta                        |                                  |                                       |                                      |  |  |       |  |  | Francesco Caetani, XI duca di Sermoneta |  |  |                                           |  |
|                                                              |                                  | Anna Maria Meucci                     | …                                    |  |  |       |  |  |                                         |  |  |                                           |  |
|                                                              |                                  | Anna Maria Meucci                     | …                                    |  |  |       |  |  |                                         |  |  |                                           |  |
|                                                              |                                  | Anna Maria Meucci                     | …                                    |  |  |       |  |  |                                         |  |  |                                           |  |
| Michelangelo Caetani, XIII duca di Sermoneta                 |                                  | Anna Maria Meucci                     |                                      |  |  |       |  |  |                                         |  |  |                                           |  |
|                                                              |                                  | Giovanni Gherardo de Rossi            | Giovanni Francesco Blengini de Rossi |  |  |       |  |  |                                         |  |  |                                           |  |
|                                                              |                                  | Giovanni Gherardo de Rossi            | Giovanni Francesco Blengini de Rossi |  |  |       |  |  |                                         |  |  |                                           |  |
|                                                              |                                  | Giovanni Gherardo de Rossi            | Maddalena Gelpi                      |  |  |       |  |  |                                         |  |  |                                           |  |
| Teresa de Rossi                                              |                                  | Giovanni Gherardo de Rossi            |                                      |  |  |       |  |  |                                         |  |  |                                           |  |
|                                                              |                                  | Clementina Ingami                     | …                                    |  |  |       |  |  |                                         |  |  |                                           |  |
|                                                              |                                  | Clementina Ingami                     | …                                    |  |  |       |  |  |                                         |  |  |                                           |  |
|                                                              |                                  | Clementina Ingami                     | …                                    |  |  |       |  |  |                                         |  |  |                                           |  |
| Onorato Caetani, XIV duca di Sermoneta                       |                                  | Clementina Ingami                     |                                      |  |  |       |  |  |                                         |  |  |                                           |  |
|                                                              | Seweryn Rzewuski, conte Rzewuski | Wacław Piotr Rzewuski, conte Rzewuski |                                      |  |  |       |  |  |                                         |  |  |                                           |  |
|                                                              | Seweryn Rzewuski, conte Rzewuski | Wacław Piotr Rzewuski, conte Rzewuski |                                      |  |  |       |  |  |                                         |  |  |                                           |  |
|                                                              | Seweryn Rzewuski, conte Rzewuski | Anna z Lubomirskich Rzewuska          |                                      |  |  |       |  |  |                                         |  |  |                                           |  |
| Wacław Seweryn Rzewuski, conte Rzewuski                      | Seweryn Rzewuski, conte Rzewuski |                                       |                                      |  |  |       |  |  |                                         |  |  |                                           |  |
|                                                              |                                  | Konstancja Rzewuska                   | Stanisław Lubomirski                 |  |  |       |  |  |                                         |  |  |                                           |  |
|                                                              |                                  | Konstancja Rzewuska                   | Stanisław Lubomirski                 |  |  |       |  |  |                                         |  |  |                                           |  |
|                                                              |                                  | Konstancja Rzewuska                   | Izabela Czartoryskich                |  |  |       |  |  |                                         |  |  |                                           |  |
| Callista Rzewuska                                            |                                  | Konstancja Rzewuska                   |                                      |  |  |       |  |  |                                         |  |  |                                           |  |
|                                                              |                                  | Aleksander Lubomirski                 | …                                    |  |  |       |  |  |                                         |  |  |                                           |  |
|                                                              |                                  | Aleksander Lubomirski                 | …                                    |  |  |       |  |  |                                         |  |  |                                           |  |
|                                                              |                                  | Aleksander Lubomirski                 | …                                    |  |  |       |  |  |                                         |  |  |                                           |  |
| Rosalia Alessandrina Costanza Teresa Lubomirski, principessa |                                  | Aleksander Lubomirski                 |                                      |  |  |       |  |  |                                         |  |  |                                           |  |
|                                                              |                                  | Rozalia Chodkiewicz                   | Jan Mikołaj Chodkiewic               |  |  |       |  |  |                                         |  |  |                                           |  |
|                                                              |                                  | Rozalia Chodkiewicz                   | Jan Mikołaj Chodkiewic               |  |  |       |  |  |                                         |  |  |                                           |  |
|                                                              |                                  | Rozalia Chodkiewicz                   | Maria Ludwika Rzewuska               |  |  |       |  |  |                                         |  |  |                                           |  |
|                                                              |                                  | Rozalia Chodkiewicz                   |                                      |  |  |       |  |  |                                         |  |  |                                           |  |